# 1956 en Lorraine
Chronologie de la Lorraine
- 1952
- 1953
- 1954
- 1955
- 1956
- 1957
- 1958
- 1959
- 1960

Cette page est une liste d'événements qui se sont produits durant l'année 1956 en Lorraine.

## Événements

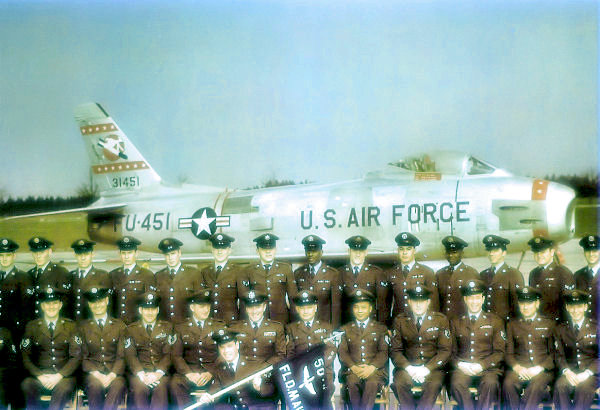
Pendant l'été 1956, les hommes du 50th Field Maintence Squadron posent devant le F-86H-10-NH 53-1451 du 417th Fighter-Bomber Squadron.

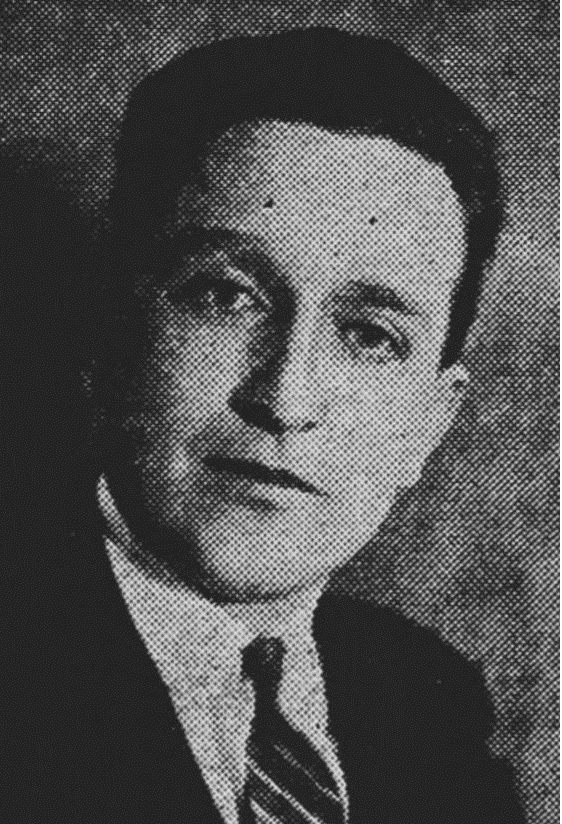
André Beauguitte, député de la Meuse.

- Création du Circuit des mines, course cycliste masculine disputée en Lorraine[1].
- Pierre Thaon et Mme Thaon sur Alpine A 106, remportent le rallye de Lorraine[2].
- Fondation de l' Association des amis du vieux Longwy et du Pays-Haut[3].
- Disparition du quotidien communiste Le Prolétaire de l’Est.
- Inauguration par Guy Mollet de la plateforme carbochimique de Carling[4]
- Création des circonscriptions du programme d'action régional, définition du périmètre de la future région administrative de Lorraine. Après des hésitations, la Moselle ayant des liens particuliers avec l'Alsace, il est finalement décidé de regrouper en une région les quatre départements[5] : Meurthe-et-Moselle, Meuse, Moselle et Vosges.
- Sont élus députés pour la troisième législature de la quatrième République en Meurthe-et-Moselle :  Jean Crouzier, Indépendants et paysans d'action sociale; Maurice Kriegel-Valrimont, réélu, Parti communiste français;
- Est élu député de la Meuse :  André Beauguitte, non inscrit.
- Sont élus députés de la Moselle :  Émile Engel, de nouveau élu, député jusqu'au 8 décembre 1958; Raymond Mondon;  Hippolyte Ramel; Jean Seitlinger : élu dans la 5e circonscription de la Moselle ; Joseph Schaff - MRP;  Robert Schuman - MRP;  Jules Thiriet - CNIP.
- Sont élus députés des Vosges :  Robert Chambeiron;  Maurice Poirot;  Maurice Lemaire;  Georges Gaillemin;  Lucien Nicolas.

- 2 janvier : est élu sénateur de Meurthe-et-Moselle : Pierre de Boissonneaux de Chevigny, Indépendants et paysans d'action sociale.
- Février  : mois le plus froid du XXe siècle avec des températures de plus de 10 °C sous les normales[6]. Températures de référence à Nancy, −23 °C et à Metz, −25 °C. Le record est de −32 °C à Sarreguemines[4]
- 25 mars : François Valentin est élu au Conseil de la République en tant que sénateur indépendant de Meurthe-et-Moselle; il siège alors au groupe des Républicains indépendants.
- 12 juin : Inauguration officielle de la Chambley-Bussieres Air Base[7].
- 17 juillet : le 50th Fighter-Bomber Wing quitte sa base de Hahn Air Base pour prendre possession des installations de la base de Toul-Rosières [8]. Les 10th, 81st et 417th Fighter-Bomber Squadrons qui composent le 50th FBW sont équipés de 74 F-86H Sabre complétés des traditionnels C-47, L-20A et T-33A de support. Le commandant du 417th Fighter-Bomber Squadron n'est autre que Chuck Yeager[9], le premier homme à avoir franchi le mur du son[10].
- Août 1956 : Marie-Thérèse Earre est élue reine de la mirabelle[11]
- Novembre : le 23rd Helicopter Squadron, créé le 9 juillet 1956 sur la « Sewart Air Force Base » dans le Tennessee, est déployé à Phalsbourg . C'est la première unité déployée sur la Base aérienne de Phalsbourg-Bourscheid.
- 3 décembre : déclenchement de l'affaire Guy Desnoyers[12]. Curé d'Uruffe ayant tué sa maîtresse de 18 ans et son bébé[13].

## Naissances

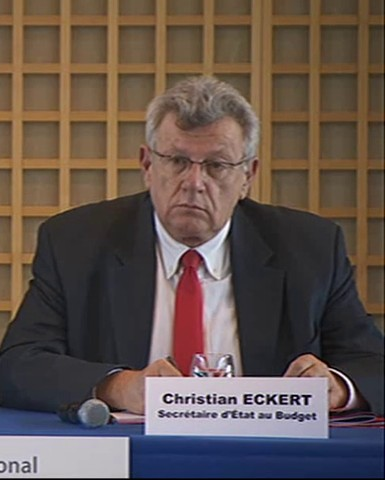
Christian Eckert le 22 mai 2014

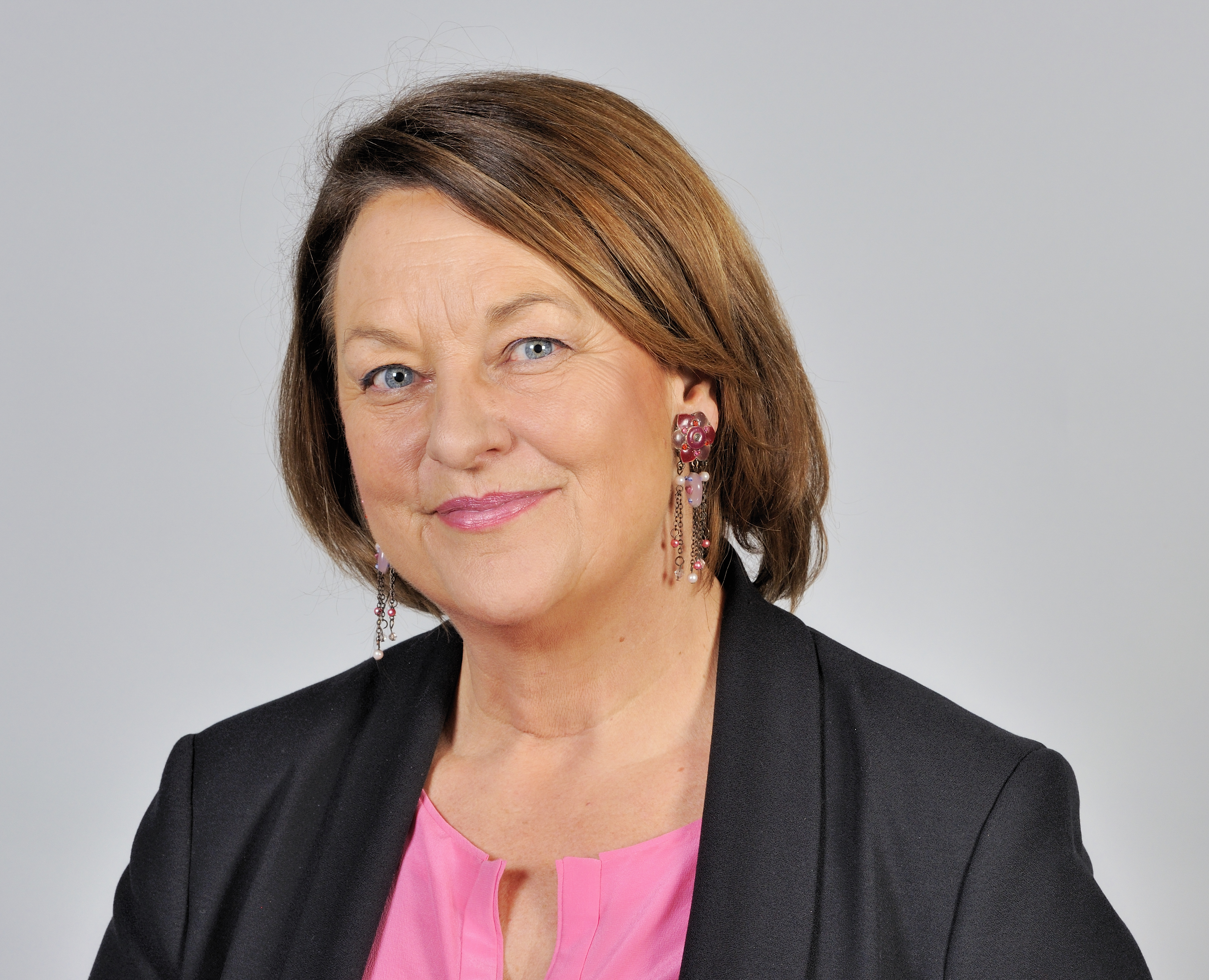
Nathalie Griesbeck.

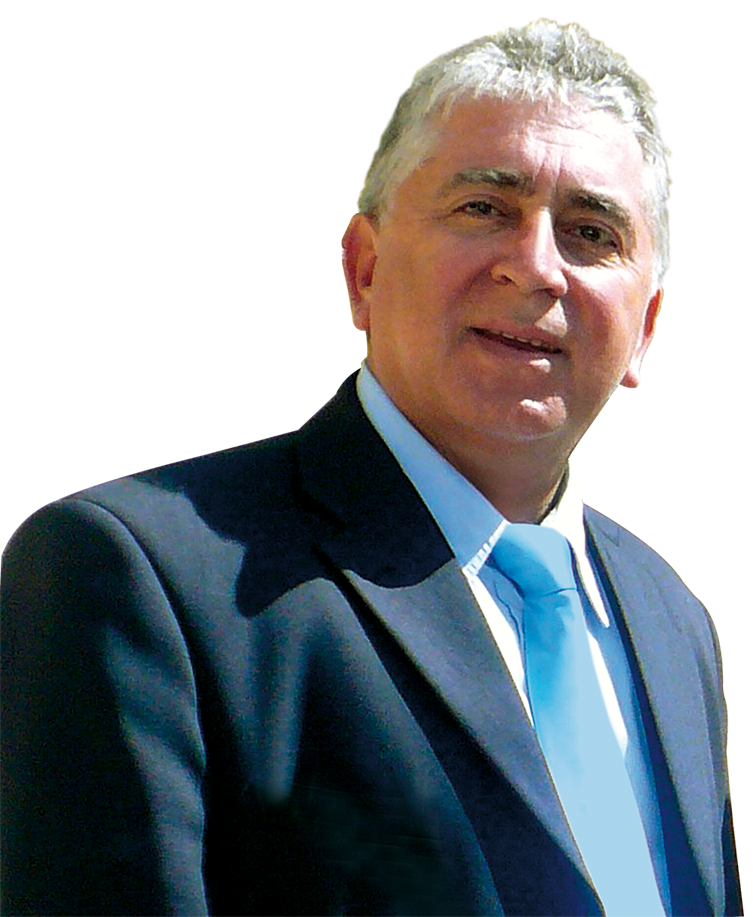
André Wojciechowski.

- Patrick Bernard, né en 1956 à Gérardmer (France), ethnographe et cinéaste français.
- à Metz : Jean-Marie Barre, artiste peintre français.
- René Aubry, compositeur français né en 1956 à Remiremont[14]. Il privilégie les cordes et les bois, plus secondairement le piano, les claviers divers (synthétiseurs, etc.) et les percussions. Ses compositions mélodiques, souvent entraînantes, ont une écriture reconnaissable. Une grande partie de ses musiques, dites alors fonctionnelles, ont été créées pour des spectacles, puis largement utilisées par certains médias audiovisuels pour des génériques ou des musiques d'accompagnement.
- Thierry Beauvert, musicologue français, animateur et producteur de radio. Il fut rédacteur en chef du "Monde de la musique" en 1990, directeur de France Musique en 2004 et directeur de la musique de Radio France, en 2005.
- 1 janvier à Nancy : Pierre Laurent, acteur français spécialisé dans le doublage.
- 10 janvier à Nancy : Étienne Tête[15], avocat et homme politique français, ancien adjoint au maire de Lyon et conseiller régional.
- 14 janvier :
  - à Mancieulles : Philippe Cola, tireur sportif français, qui a disputé les épreuves de tir aux Jeux olympiques d'été de 1984, de 1988 et de 1992[16].
  - à Mont-Saint-Martin : Hubert Mingarelli, mort le 27 janvier 2020[17] à Grenoble, écrivain et scénariste français, lauréat du prix Médicis en 2003.
- 8 février à Algrange : Christian Eckert, homme politique français, membre du Parti socialiste, député de la septième circonscription de Meurthe-et-Moselle du 17 juin 2007 au 9 mai 2014.
- 26 février à Nancy : CharlÉlie Couture (pseudonyme de Bertrand Couture), chanteur, compositeur, peintre, écrivain, graphiste et photographe franco-américain. De son vrai nom Bertrand Charles Élie Couture, à l'adolescence il crée son prénom en associant les prénoms de ses deux grands-pères.
- 11 mars à Sarralbe : Philippe Wahl, dirigeant d'entreprise français. Il occupe depuis septembre 2013 la fonction de président-directeur général du groupe La Poste[18].
- 19 mars à Longwy : Pierre Bressan, cinéaste français mort le 13 janvier 2011 à Paris (14e arrondissement).
- 12 avril :
  - à Landres : Michel Neyret, ancien directeur-adjoint à la direction inter-régionale de la police judiciaire de Lyon, ce qui en faisait le numéro deux de la police judiciaire de Lyon avant sa mise en examen en 2011. Il est condamné en 2018 pour corruption et association de malfaiteurs.
  - à Nancy : Gilles Durupt, photographe français de beauté et portrait. Dans les années 1980, il collabore au journal underground Façade avant de travailler avec le magazine ELLE.
- 17 avril à Créhange (Moselle) : André Wojciechowski, homme politique français.
- 17 mai : Francis Kuntz, aussi connu sous le pseudonyme de « Kafka »[19], est un humoriste, acteur, dessinateur de bande dessinée et batteur français né le 17 mai 1956 à Essey-lès-Nancy[19] en Meurthe-et-Moselle.
- 18 mai à Mirecourt : Patrick Abraham, footballeur français. Il évolue au poste de défenseur ou de milieu défensif.
- 24 mai à Metz : Nathalie Griesbeck, femme politique française, membre du Mouvement démocrate (MoDem).
- 1 juin à Nancy : François Chérèque, est un syndicaliste français, secrétaire général de la CFDT de 2002 à 2012. Il est président de l'Agence du service civique de 2013 à 2016 et président du conseil d'administration du think tank de gauche Terra Nova.
- 13 juin à Forbach : Willy Moy[20], gymnaste artistique français, mort le 5 mai 2015 à Saint-Avold.
- 16 juin à Granges-sur-Vologne (Vosges) : Dominique Walter, chanteur humoriste français.
- 22 juin à Mont-Saint-Martin : Martine Étienne, femme politique française.
- 30 juin à Boulay : Marie-Anne Isler-Béguin, femme politique française, membre des Verts. Tête de liste des Verts pour les élections au Parlement européen de 1994, elle fut élue député européenne à celles de 1999.
- 5 août à Nancy : Erik Arnoux, dessinateur et scénariste de bande dessinée français.
- 11 août à Lunéville : Brigitte Thiriet, pongiste française.
- 16 septembre à Nancy : Jean-Louis Caffier, journaliste français.
- 5 novembre à Neufchâteau : Jean-Claude Delgènes, expert en organisation du travail, dirigeant fondateur du cabinet Technologia.
- 27 décembre à Laxou : Didier Bégouin, athlète français, spécialiste du 1 500 mètres.

## Décès

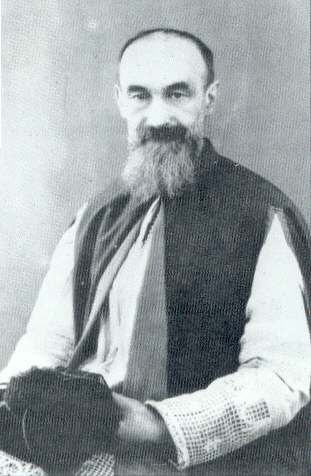
Monseigneur Pierre-Fourier Evrard

- 25 mai à Épinal : Pierre-Fourier Evrard, né le 24 mars 1876, à Mirecourt, prêtre catholique et résistant français, curé de Notre-Dame-au-Cierge à Épinal de 1920 à 1953.
- 18 octobre à Nancy : Maurice Perrin (né le 21 mai 1875 Rambervillers), professeur de médecine à Nancy.
- 22 décembre à Laxou : Jules Déon, né à Besançon le 30 avril 1881[21],  orfèvre français.